# Lluís II d'Itàlia

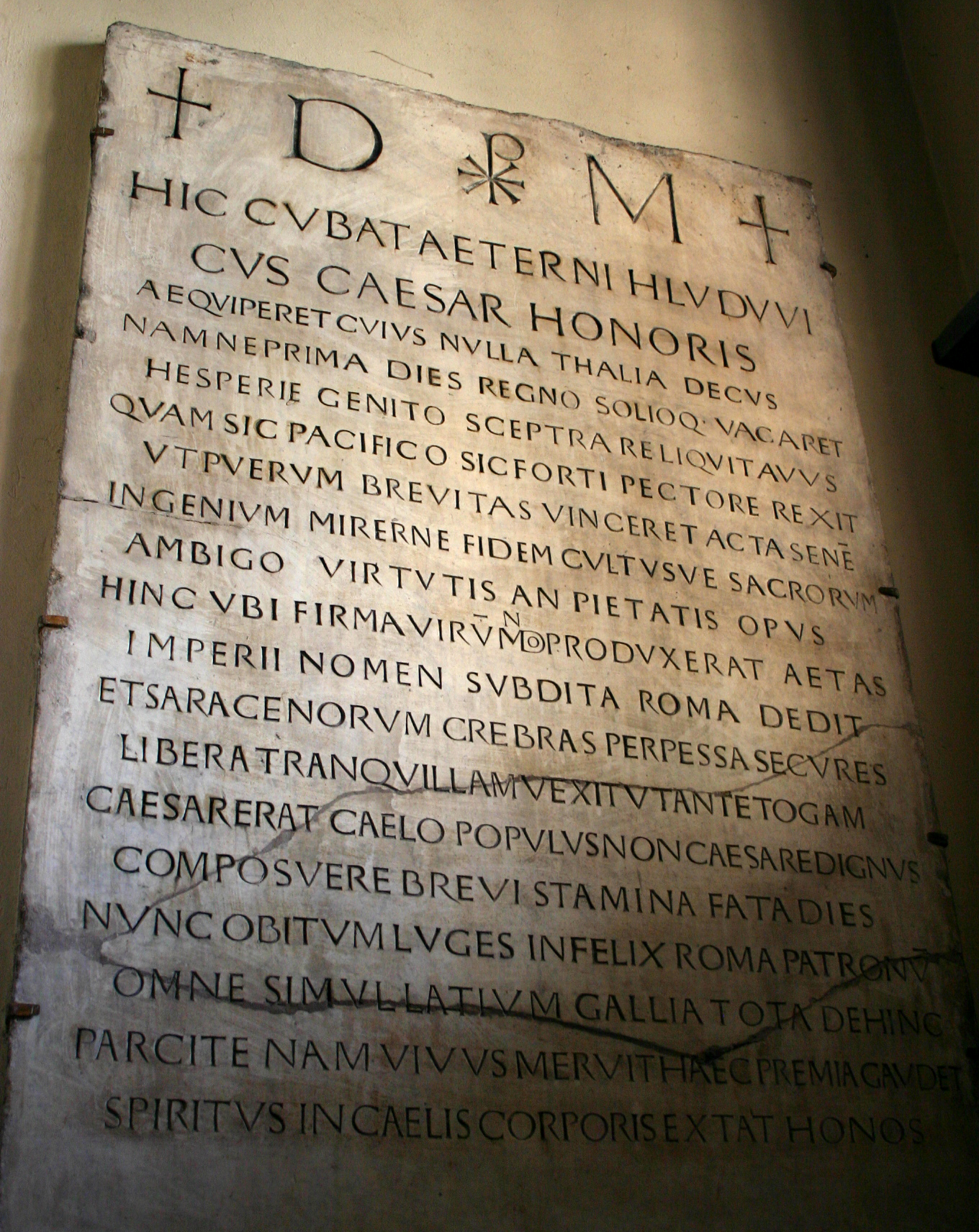
Làpida de Lluís II d'Itàlia, a la Basílica de Sant Ambròs de Milà

Lluís II el Jove  (825 - Brescia, Itàlia 875) va ser rei d'Itàlia (839-875), Emperador d'Occident (855-875) i comte de Provença (863-875).

## Biografia
Va néixer el 825, fill de Lotari I i d'Ermengarda de Tours, i net per tant de Lluís I el Piadós.
El 839 va rebre de mans del seu pare el regne carolingi d'Itàlia i en fou coronat rei a Roma pel Papa Sergi II el 15 de juny de l'any 844. El 850 fou coronat Emperador d'Occident a Roma pel papa Lleó IV, tot i que no ho fou realment fins que el seu pare va abdicar en 855 i repartir el regne entre els seus tres fills en el tractat de Prüm, pel què Lotari II va rebre Lotaríngia, Lluís II el Jove, va rebre Itàlia i el títol imperial; i Carles de Provença va rebre el Regne de la Baixa Borgonya o regne de Provença i la Borgonya Transjurana. A la Chronicum Salernitanum es diu que Basili I el Macedoni havia enviat una carta enfadada a Lluís, recriminant-lo per haver usurpat el títol d'emperador continuant amb el problema dels dos emperadors.
A la mort de Carles en 863 Lotari només va obtenir la sobirania de la Borgonya Cisjurana al nord, el ducat de Lió amb el Viennois, el Vivarès i Uzès, amb el suport de Girard del Roselló mentre la Provença va passar a Lluís. Es casà amb la seva cosina Engelberga, filla del rei Lluís el Germànic.
El 863 a la mort del seu germà Carles de Provença va rebre el comtat de Provença en herència.
El 875 s'alià amb Lluís el Germànic contra el seu germà Lotari II de Lotaríngia i, el seu oncle Carles el Calb. Assegurant-se l'elecció del Papa Nicolau I va permetre fer les paus amb el seu germà Lotari, ja que el pontífex va concedir el divorci de Lotari amb la seva primera dona, Teutberga.
A la mort del seu germà Lotari el 869, Lluís II no va poder evitar que el territori d'aquest (la Lotaríngia) fos repartit entre els seus dos oncles Lluís el Germànic i Carles el Calb. Intentant fer valer els seus drets Lluís va ostentar la seva dignitat de Rei dels Romans, i el 18 de maig de 872 fou coronat emperador per segon cop pel Papa Adrià II.
El 851 o 852 es casà amb Ermengarda 852/855 - † 896), de la qual tingué una filla anomenada Ermengarda de Provença que es va casar vers el 876 amb el senyor feudal Bosó (Bosó de Vienne), que fou designat rei de Provença a la mort de Carles el Calb, successor de Lluís II el Jove com a emperador. Va tenir una segona filla de nom Gisela (852/855 † abans del 28 d'abril del 868), abadessa de Sant Salvador de Brèscia en Toscana.
Lluís II va morir el 12 d'agost del 875 en un lloc indeterminat de l'actual província de Brescia. Tot i que havia designat el seu cosí Carloman com a hereu, Carles el Calb va acabar rebent el regne d'Itàlia i el títol imperial, amb el suport del papa Joan VIII.

### Avantpassats
|  |                         |  |  |  |  |  |  |  |  |  |  |  |  |  |  |  |
|  | 16. Pipí el Breu        |  |  |  |  |  |  |  |  |  |  |  |  |  |  |  |
|  |                         |  |  |  |  |  |  |  |  |  |  |  |  |  |  |  |
|  |                         |  |  |  |  |  |  |  |  |  |  |  |  |  |  |  |
|  | 8. Carlemany            |  |  |  |  |  |  |  |  |  |  |  |  |  |  |  |
|  |                         |  |  |  |  |  |  |  |  |  |  |  |  |  |  |  |
|  |                         |  |  |  |  |  |  |  |  |  |  |  |  |  |  |  |
|  | 17. Bertrada de Laon    |  |  |  |  |  |  |  |  |  |  |  |  |  |  |  |
|  |                         |  |  |  |  |  |  |  |  |  |  |  |  |  |  |  |
|  |                         |  |  |  |  |  |  |  |  |  |  |  |  |  |  |  |
|  | 4. Lluís el Pietós      |  |  |  |  |  |  |  |  |  |  |  |  |  |  |  |
|  |                         |  |  |  |  |  |  |  |  |  |  |  |  |  |  |  |
|  |                         |  |  |  |  |  |  |  |  |  |  |  |  |  |  |  |
|  | 9. Hildegarda           |  |  |  |  |  |  |  |  |  |  |  |  |  |  |  |
|  |                         |  |  |  |  |  |  |  |  |  |  |  |  |  |  |  |
|  |                         |  |  |  |  |  |  |  |  |  |  |  |  |  |  |  |
|  | 2. Lotari I             |  |  |  |  |  |  |  |  |  |  |  |  |  |  |  |
|  |                         |  |  |  |  |  |  |  |  |  |  |  |  |  |  |  |
|  |                         |  |  |  |  |  |  |  |  |  |  |  |  |  |  |  |
|  | 10. Ingerman de Hesbaye |  |  |  |  |  |  |  |  |  |  |  |  |  |  |  |
|  |                         |  |  |  |  |  |  |  |  |  |  |  |  |  |  |  |
|  |                         |  |  |  |  |  |  |  |  |  |  |  |  |  |  |  |
|  | 5. Ermengarda d'Hesbaye |  |  |  |  |  |  |  |  |  |  |  |  |  |  |  |
|  |                         |  |  |  |  |  |  |  |  |  |  |  |  |  |  |  |
|  |                         |  |  |  |  |  |  |  |  |  |  |  |  |  |  |  |
|  | 1. Lluís II d'Itàlia    |  |  |  |  |  |  |  |  |  |  |  |  |  |  |  |
|  |                         |  |  |  |  |  |  |  |  |  |  |  |  |  |  |  |
|  |                         |  |  |  |  |  |  |  |  |  |  |  |  |  |  |  |
|  | 6. Hug de Tours         |  |  |  |  |  |  |  |  |  |  |  |  |  |  |  |
|  |                         |  |  |  |  |  |  |  |  |  |  |  |  |  |  |  |
|  |                         |  |  |  |  |  |  |  |  |  |  |  |  |  |  |  |
|  | 3. Ermengarda de Tours  |  |  |  |  |  |  |  |  |  |  |  |  |  |  |  |
|  |                         |  |  |  |  |  |  |  |  |  |  |  |  |  |  |  |
|  |                         |  |  |  |  |  |  |  |  |  |  |  |  |  |  |  |